# Oleksiivka, Milove
Oleksiivka (în ucraineană Олексіївка) este un sat în așezarea urbană Milove din regiunea Luhansk, Ucraina.

## Demografie
Componența lingvistică a localității Oleksiivka
     Rusă (90,63%)
     Ucraineană (9,38%)
Conform recensământului din 2001, majoritatea populației localității Oleksiivka era vorbitoare de rusă (90,63%), existând în minoritate și vorbitori de ucraineană (9,38%).